# Chelveston cum Caldecott
Chelveston cum Caldecott är en civil parish i Storbritannien.   Den ligger i grevskapet Northamptonshire och riksdelen England, i den sydöstra delen av landet, 90 km norr om huvudstaden London.